# Понте ди Феро (Терни)
Понте ди Феро је насеље у Италији у округу Терни, региону Умбрија.
Према процени из 2011. у насељу је живело 57 становника. Насеље се налази на надморској висини од 155 м.